# Fabiola o la Chiesa delle catacombe
Fabiola o la Chiesa delle catacombe è un romanzo storico scritto nel 1854 dall'allora arcivescovo di Westminster, poi cardinale Nicholas Wiseman, un religioso di origine irlandese nato a Siviglia.

## Genesi del libro
L'opera fu composta con l'intento di sensibilizzare alla fede cattolica i lettori, in particolar modo quelli di cultura inglese. Infatti, il Wiseman venne nominato da Pio IX arcivescovo di Westminster, col compito di accrescere e fortificare la comunità cristiana inglese radunata intorno all'Arcidiocesi di Westminster.
Nel romanzo si evidenzia l'eroismo dei martiri della persecuzione dioclezianea, e il tema principale è rappresentato dalla progressiva conversione al cristianesimo della protagonista Fabiola, una santa - in realtà vissuta e morta sotto Teodosio I - che viene ricordata come fondatrice del primo ospedale per i poveri.

## Trama
Le vicende del romanzo hanno inizio nella Roma del 302 per concludersi nel 318, abbracciando l'intera persecuzione di Diocleziano e gli anni successivi all'affermazione di Costantino I nel 313.
Si incontra subito un personaggio minore del romanzo, la matrona Lucina, madre del giovane Pancrazio (ispirato al personaggio di San Pancrazio martire) e vedova di un martire, di cui conserva una spugna imbevuta nel suo sangue. 
Pancrazio torna a casa fiero ma debolmente turbato: un suo compagno di studi, Corvino, figlio del prefetto di Roma, lo ha profondamente offeso. Corvino ha scoperto che Pancrazio è cristiano e non vede l'ora di rifarsi sul suo compagno, che ha la sola colpa di essere migliore di Corvino nello studio. Lucina e Pancrazio si consolano a vicenda: proprio quel giorno Pancrazio riceve in dono dalla madre la spugna col sangue del martire. Piangendoci sopra, Pancrazio la rende di nuovo molle e "viva", simbolo della tenacia con cui egli difende la fede.
Solo nel terzo capitolo conosciamo Fabiola, una ventenne bella e corteggiata quanto viziata figlia di Fabio, un mercante che trae tutte le sue fortune dal monopolio dei traffici con l'Asia. Fabiola ha tre schiave: Graia, di origine greca; Jubala detta Afra, di origini africane e Sira, originaria del Medio Oriente. Sira, cristiana, ha come intento la conversione della sua padrona, anche se questa è talvolta vendicativa e crudele con le sue schiave.
Parlando come al solito con Sira, Fabiola la sente affermare l'uguaglianza di tutti gli uomini. Sentitasi offesa, la punisce con uno stiletto (arma che le romane utilizzavano per ferire le schiave appena volessero), ferendola gravemente. 
Sira viene difesa da Agnese, una ricca fanciulla romana già cristiana, poi santa, che invano le offre di prenderla al suo servizio.
Ad una cena organizzata da Fabio viene introdotto un personaggio arrivato dall'Oriente, Fulvio. Questi si allea con Corvino in chiave anticristiana.
Dopo varie vicissitudini (in cui compariranno e cadranno santi quali Sebastiano, San Cassiano, Cecilia e Tarcisio), Fabiola si convertirà al Cristianesimo e diventerà amica di Sira, che morirà di tisi, dopo aver rivelato a Fabiola di chiamarsi in realtà Miriam e di essere la sorella di Fulvio (che in realtà si chiama Oronzio).
Il libro si conclude con Oronzio che riparte verso il deserto, poiché dopo essere stato battezzato (aveva già ricevuto dalla madre i rudimenti della religione) è diventato un monaco cenobita nel deserto vicino Gaza.

## Personaggi
1. Fabiola, ispirata al personaggio di santa Fabiola;
2. Pancrazio, ispirato al personaggio di san Pancrazio martire;
3. Sira, alias Miriam, sorella di Fulvio-Oronzio, schiava di Fabiola;
4. san Sebastiano;
5. sant'Agnese;
6. santa Cecilia;
7. san Tarcisio;
8. Cassiano, ispirato alla figura di san Cassiano da Imola;
9. Fulvio, alias Oronzio, fratello di Sira-Miriam;
10. Corvino, figlio di Tertullo;
11. Tertullo, prefetto di Roma;
12. Massimiano, tetrarca d'Occidente;
13. Afra, alias Jubala, schiava di Fabiola;
14. Graia, schiava di Fabiola;
15. Torquato, apostata;
16. Lucina, madre di Pancrazio, ispirata alla omonima matrona romana;
17. Ilarione di Gaza (citato), maestro e guida spirituale di Oronzio.

## Accoglienza
Al suo apparire, il libro ha avuto una vastissima diffusione, grazie anche alle numerose traduzioni in altre lingue. È stato utilizzato anche come libro didattico da proporre agli scolari ed è entrato nella formazione catechistica dei fanciulli più piccoli.
La figura di San Tarcisio piacque molto ai lettori del libro; il culto del martire ritornò in auge nella seconda metà del XIX secolo. benché il particolare non sia registrato nel sito ufficiale del Vaticano.

## Opere derivate
Cinema
Nel 1911 il film muto San Sebastiano, diretto da Enrique Santos;
Nel 1918 il film muto Fabiola di Enrico Guazzoni, con Augusto Mastripietri, Amleto Novellie Elena Sangro;
Nel 1949 il film Fabiola di Alessandro Blasetti, liberamente tratto dall'omonimo romanzo, con Michèle Morgan (Fabiola), Henri Vidal, Michel Simon; musiche di Enzo Masetti;
Nel 1960 è stato realizzato un adattamento in versione peplum, dal titolo La rivolta degli schiavi, con Rhonda Fleming  e Gino Cervi; regia di Nunzio Malasomma, musica di Angelo Francesco Lavagnino. L'azione si è incentrata su San Sebastiano e altri martiri presenti nel libro, come Santa Agnese.
Teatro
Nel 1926 lo scrittore tedesco Joseph Eckerskorn ha tratto dal romanzo un'opera teatrale intitolata Fabiola: Ein Schauspiel in 5 Aufzügen aus den Katakomben nach der gleichnamigen Erzählung von Wiseman.

## Edizioni in italiano
- Fabiola, o La chiesa delle catacombe, Nicola Wiseman, Milano, Sonzogno, [s. d.]
- Fabiola: la chiesa delle catacombe, Nicola Wiseman, con nuovi disegni di L. Cialente, Milano, Società editrice milanese, [s.d.]
- Fabiola o la *Chiesa, del Cardinale Wiseman, Torino, scuola tipografica salesiana, 1854?
- Fabiola o la *Chiesa delle catacombe con 21 incisioni, del Cardinale Wiseman, Milano, Premiata casa editrice Paolo Carrara, 1854?
- Fabiola o la chiesa delle catacombe, Wiseman, traduzione di Sforza Ruspoli, Firenze, Vallecchi, pref. 1854
- Fabiola, o La chiesa delle catacombe, del cardinale Wiseman; illustrata da F. Fontana, Milano, Colombo, pref. 1854
- Fabiola o La chiesa delle catacombe, del cardinale Nicola Wiseman, Milano: Carlo Turati tipografo-editore, 1856 *Fabiola o La chiesa delle catacombe, per l'eminentissimo Wiseman; traduzione di Giuseppe Caterbi, Fossombrone, per la Soc. tip., 1856
- Fabiola, o La chiesa delle catacombe, [di] Nicola Wiseman, Napoli: Francesco Rossi-Romano, 1856*Fabiola, o La chiesa delle catacombe, traduzione autorizzata dall'autore il cardinale Wiseman per cura di alcuni sacerdoti milanesi, Milano, presso i tipografi editori frat. Centenari e comp., 1856
- Fabiola, o sia La chiesa delle catacombe: racconto cristiano dell'emo Card. Nicola Wiseman; versione italiana per cura de' soci compilatori della Biblioteca cattolica, Napoli, co' tipi della Biblioteca cattolica, 1856
- Fabiola, o, La chiesa delle catacombe, Cardinale Wiseman, Milano, Serafino Majocchi, 1860
- Fabiola, o La chiesa delle catacombe, / Del cardinale Wiseman, Milano, Angelo, 1871-1872
- Fabiola, o La chiesa delle catacombe, per l'eminentissimo Cardinale N. Wiseman; nuova traduzione, Milano, Muggiani, 1874
- Fabiola ossia la chiesa delle catacombe: racconto del card. Niccolo Wiseman; versione italiana istoriata di Torquato Armellini;arricchita di note archeologiche dal prof. Mariano Armellini, Roma, Civiltà cattolica, 1884
- Fabiola, ovvero La chiesa delle catacombe di Roma, del cardinale Nicola Wiseman, Firenze, Tip. A. Salani, 1885
- Fabiola, o La chiesa delle catacombe, del cardinale Nicola Wiseman, Torino, Società editrice internazionale, impr. 1907
- Fabiola (la Chiesa delle catacombe): Disp. 1 42, Milano-Sesto S. Giovanni, Soc. Ed. Milanese, 1910
- Fabiola o La Chiesa delle catacombe, Card. Wiseman, Vicenza, Società Anonima Tipografica, 1910
- Fabiola o la Chiesa delle Catacombe, Wiseman Nicholas Patrick, Roma, Istituto Missionario Pia Societa S. Paolo, 1914
- Fabiola o la Chiesa delle catacombe, cardinale Wisemann; prefazione del card. P. Maffi, Vicenza, Società anonima tipografica, 1915
- Fabiola o la chiesa delle catacombe, Nicola Wiseman; traduzione del prof. Alesandro Gianetti, Firenze, Salani, 1918
- Fabiola, o La chiesa delle catacombe, Wiseman, Milano, Casa Ed. Bietti, 1921
- Fabiola o la chiesa delle catacombe, del cardinale Nicola Wiseman, Alba, Scuola tipografica editrice, 1923
- Fabiola, o la Chiesa delle catacombe, card. Wiseman, Alba, Pia Società San Paolo, 1928
- Fabiola o la Chiesa delle catacombe, traduzione integrale dall'Inglese di Mara Fabietti, Milano, A. Barion, Casa Per Edizioni Popolari, 1934
- Fabiola o la Chiesa delle catacombe: nuova versione illustrata da 16 disegni del pittore L. Melandri, Milano, A. Vallardi, 1935

- Fabiola o la chiesa delle catacombe, Nicola Wiseman; nuova versione di Paolo Dardana; illustrata con dieci quadri del prof. G. B. Conti, Torino, Societa editrice internazionale, 1938
- Fabiola: la Chiesa delle catacombe, N. P. Wiseman; riduzione originale a cura di Renzo Chiosso; copertina a colori di Vincenzo Nicoletti ed illustrazioni di Luigi Togliatto, Torino, A. Viglongo e C., 1950
- Fabiola: ovvero la Chiesa delle Catacombe, Nicholas Wiseman, [versione dall'inglese di Luigi Rolfo] Vicenza, Paoline, 1966
- Fabiola o la Chiesa delle catacombe, Nicholas Patrick Wiseman; introduzione di Luca Fumagalli, Reggio Emilia, Radio spada, 2016